# The Knot Atlas

The Knot Atlas est un site Web, une encyclopédie plutôt qu'un atlas, dédié à la théorie des nœuds. Il a été créé, ainsi que son prédécesseur, par le mathématicien Dror Bar-Natan, qui maintient le site actuel avec Scott Morrison. Selon l'appréciation de Schiller, le site contient « de belles illustrations et des informations détaillées sur les nœuds », tout comme le fait le site KnotPlot.com.  Le site lui-même se décrit comme  un atlas de nœuds (une collection de cartes),  une base de données, une base de connaissances et  d'un « site d'accueil pour certains programmes informatiques ».